# SoundHound
SoundHound是一个音乐识别软件，目前支持Android、iOS、Symbian、Windows Phone平台，当用户听到喜爱的乐曲，但并不知道歌名时，可以使用SoundHound查找，只需要将手机麦克风尽可能对准声源或哼唱，对于大部分歌曲，SoundHound都能在10秒内获取来自Midomi歌名，并且显示演唱者、专辑、专辑封面等信息，以及歌手巡回日期、Youtube视频，并在网络上搜索歌词和购买。部分歌曲还可以显示来自LiveLyrics的歌词信息，歌词将与正在播放的歌曲同步滚动。SoundHound拥有SoundHound和SoundHound∞两个版本，后者为付费版，去除了广告。

## 历史
- 2006年5月，A轮融资，SoundHound Inc.募集了500万美元资金，由Felicis Ventures、Signatures Capital、Amidzad Partners和Global Catalyst Partners共同投资。[1]。
- 2008年5月，B轮融资，SoundHound Inc.募集了700万美元资金，由 Walden Venture Capital 领投，Translink Capital和Global Catalyst Partners跟投。
- 2011年10月，C轮融资，SoundHound募集了2400万美元资金，由Felicis Ventures、Walden Venture Capital、Translink Capital以及Kensington Capital Partners Limited共同投资。
- 2017年1月，D轮融资，SoundHound获得了 Nvidia GPU Ventures 领投，Kleiner Perkins、Translink Capital、Walden Venture Capital、SharesPost Investment Management、Naver等12家机构跟投的7500万美元资金。[1]
- 2018年5月，SoundHound获得了腾讯公司领投的1亿美金投资，由戴姆勒、现代汽车、美的集团和Orange (公司)跟投。[1]